# Nemespátró
Nemespátró is een plaats (község) en gemeente in het Hongaarse comitaat Zala. Nemespátró telt 360 inwoners (2001).